# Nati nel 1905/Gennaio
| Questa pagina contiene informazioni ricavate automaticamente dalle voci biografiche con l'ausilio del template Bio e di un bot. L'aggiornamento è periodico e automatico e ricostruisce completamente la pagina. Se manca una persona in questa lista, sei pregato di non aggiungerla, ma accertati piuttosto che la sua voce biografica contenga il template Bio e che i dati anagrafici siano correttamente compilati. Se il template Bio manca, inseriscilo tu stesso o, in alternativa, metti l'avviso {{tmp\|Bio}} che ne segnala la mancanza. Se i dati riportati sono sbagliati, correggi direttamente la voce biografica; le modifiche saranno visibili in questa lista entro pochi giorni. Per chiarimenti vedi il progetto biografie. La lista contiene solo le 182 persone che sono citate nell'enciclopedia e per le quali è stato implementato correttamente il template Bio. Pagina aggiornata al 10 ago 2025. |

- 1º gennaio - Enrico Calcaterra, hockeista su ghiaccio e dirigente sportivo italiano († 1994)
- 1º gennaio - Francesco Cipriani Marinelli, commediografo, sceneggiatore e regista teatrale italiano († 1990)
- 1º gennaio - Aldo Graziati, direttore della fotografia italiano († 1953)
- 1º gennaio - Guido Grilli, pittore e illustratore italiano († 1967)
- 1º gennaio - Nelson Leigh, attore statunitense († 1985)
- 1º gennaio - Stanisław Mazur, matematico polacco († 1981)
- 1º gennaio - Rodolfo Orlandini, calciatore argentino († 1990)
- 1º gennaio - Melvin Price, politico statunitense († 1988)
- 1º gennaio - Juan Alfonso Valle, calciatore peruviano
- 1º gennaio - Jirō Yoshihara, artista giapponese († 1972)
- 2 gennaio - Ljubo Benčić, calciatore e allenatore di calcio jugoslavo († 1992)
- 2 gennaio - Tommaso Coccione, musicista, fisarmonicista e compositore italiano († 1941)
- 2 gennaio - Silvio Margini, militare italiano († 1981)
- 2 gennaio - Orlando Paladino Orlandini, scultore e medaglista italiano († 1986)
- 2 gennaio - Karel Podrazil, calciatore cecoslovacco († 1973)
- 2 gennaio - Fred Roberts, calciatore nordirlandese († 1988)
- 2 gennaio - Michael Tippett, compositore britannico († 1998)
- 2 gennaio - Luigi Zampa, regista e sceneggiatore italiano († 1991)
- 3 gennaio - Luigi Angrisani, politico e medico italiano († 1978)
- 3 gennaio - Dante Giacosa, ingegnere e designer italiano († 1996)
- 3 gennaio - Luisa Carnés, scrittrice e giornalista spagnola († 1964)
- 3 gennaio - Nobuhito, principe Takamatsu, principe e militare giapponese († 1987)
- 3 gennaio - Arturo Tanesini, ingegnere, alpinista e saggista italiano († 1982)
- 3 gennaio - Anna May Wong, attrice statunitense († 1961)
- 4 gennaio - Pietro Agostino D'Avack, avvocato e giurista italiano († 1982)
- 4 gennaio - Arthur Gould-Porter, attore inglese († 1987)
- 4 gennaio - Sterling Holloway, attore e doppiatore statunitense († 1992)
- 4 gennaio - Tore Keller, calciatore svedese († 1988)
- 4 gennaio - Cesare Milani, canoista italiano († 1956)
- 4 gennaio - Davide Pacanowski, ingegnere e architetto polacco († 1998)
- 4 gennaio - László Papp, lottatore ungherese († 1989)
- 5 gennaio - Angelo Bedini, calciatore italiano († 1984)
- 5 gennaio - Roland Caillaux, disegnatore e attore francese († 1977)
- 5 gennaio - Silvestre Cuffaro, scultore e politico italiano († 1975)
- 5 gennaio - Mafalda Favero, soprano italiano († 1981)
- 5 gennaio - Michele Navarra, mafioso italiano († 1958)
- 5 gennaio - Richard Pefferle, scenografo statunitense († 1969)
- 5 gennaio - Francesco Pomi, calciatore italiano († 1984)
- 5 gennaio - Vladimir Solomonovič Pozner, scrittore francese († 1992)
- 6 gennaio - Baltasar Albéniz, allenatore di calcio e calciatore spagnolo († 1978)
- 6 gennaio - Vicente Bachero, ciclista su strada spagnolo († 1938)
- 6 gennaio - Renato Preziati, calciatore italiano († 1986)
- 6 gennaio - Eric Frank Russell, autore di fantascienza britannico († 1978)
- 7 gennaio - Hiromichi Kōno, entomologo e antropologo giapponese († 1963)
- 7 gennaio - Jānis Matušonoks, calciatore lettone
- 7 gennaio - Edith Méra, attrice italiana († 1935)
- 8 gennaio - Clarice Benini, scacchista italiana († 1976)
- 8 gennaio - Carl Gustav Hempel, matematico, informatico e filosofo tedesco († 1997)
- 8 gennaio - Martin Kohlroser, generale tedesco († 1967)
- 8 gennaio - Fabrizio Sarazani, scrittore, drammaturgo e giornalista italiano († 1987)
- 8 gennaio - Giacinto Scelsi, compositore italiano († 1988)
- 8 gennaio - Gaetano Zappalà, medico e chirurgo italiano († 1992)
- 10 gennaio - Jaap Barendregt, calciatore olandese († 1952)
- 10 gennaio - Adolfo Bordoni, ciclista su strada italiano († 1962)
- 10 gennaio - Dario Graffi, fisico e matematico italiano († 1990)
- 10 gennaio - Guido Martellotti, filologo italiano († 1979)
- 10 gennaio - Ruth Moufang, matematica tedesca († 1977)
- 10 gennaio - Hussein Moukhtar, sollevatore egiziano († 1966)
- 10 gennaio - Billy Petrolle, pugile statunitense († 1983)
- 11 gennaio - Helena Bartošová, soprano slovacco († 1981)
- 11 gennaio - Ādolfs Grasis, cestista e allenatore di pallacanestro lettone († 1976)
- 11 gennaio - Dorothy Hale, attrice statunitense († 1938)
- 11 gennaio - Clyde Kluckhohn, antropologo statunitense († 1960)
- 12 gennaio - Umberto Alberici, notaio e politico italiano († 1997)
- 12 gennaio - Nihal Atsız, attivista, scrittore e poeta turco († 1975)
- 12 gennaio - Giovanni Lattuada, ginnasta italiano († 1984)
- 12 gennaio - Ezio Mizzan, diplomatico italiano († 1969)
- 12 gennaio - Raymond Passello, calciatore svizzero († 1987)
- 12 gennaio - Tex Ritter, cantante e attore statunitense († 1974)
- 13 gennaio - Dino Castellano, dirigente sportivo, allenatore di calcio e calciatore italiano († 1981)
- 13 gennaio - Kay Francis, attrice statunitense († 1968)
- 13 gennaio - Jack London, velocista britannico († 1966)
- 13 gennaio - Jan Stachniuk, pubblicista e filosofo polacco († 1963)
- 13 gennaio - Ruth Taylor, attrice statunitense († 1984)
- 14 gennaio - Jeanne Bot, supercentenaria francese († 2021)
- 14 gennaio - Adolfo Chiti, allenatore di calcio e calciatore italiano († 1989)
- 14 gennaio - Arturo Coddou, calciatore cileno († 1955)
- 14 gennaio - Takeo Fukuda, politico giapponese († 1995)
- 14 gennaio - Emily Hahn, giornalista e scrittrice statunitense († 1997)
- 14 gennaio - Durga Khote, attrice indiana († 1991)
- 14 gennaio - Sven Rydell, allenatore di calcio, calciatore e giornalista svedese († 1975)
- 15 gennaio - Giuseppe Aloia, generale e partigiano italiano († 1980)
- 15 gennaio - Leo Arnštam, regista e sceneggiatore sovietico († 1979)
- 15 gennaio - Giuseppe Girgenti, politico, prefetto e avvocato italiano († 1968)
- 15 gennaio - Dina Gralla, attrice e ballerina tedesca († 1994)
- 15 gennaio - Gerard Loncke, ciclista su strada e pistard belga († 1979)
- 15 gennaio - Fernand Moret, pallanuotista svizzero († 1982)
- 15 gennaio - Secondo Pessi, politico, partigiano e sindacalista italiano († 1975)
- 15 gennaio - Velio Spano, politico e antifascista italiano († 1964)
- 15 gennaio - John D. Strong, astrofisico e meteorologo statunitense († 1992)
- 15 gennaio - Torin Thatcher, attore britannico († 1981)
- 15 gennaio - Jean Van Buggenhout, dirigente sportivo e pistard belga († 1974)
- 15 gennaio - Roger Vella, pallanuotista maltese
- 15 gennaio - Allie Wrubel, compositore statunitense († 1973)
- 16 gennaio - Armand Apell, pugile francese († 1990)
- 16 gennaio - Ernesto Halffter, compositore e direttore d'orchestra spagnolo († 1989)
- 16 gennaio - Sei Itō, scrittore, critico letterario e traduttore giapponese († 1969)
- 16 gennaio - Marcello Spada, attore italiano († 1995)
- 17 gennaio - Romano Amerio, filosofo, filologo classico e teologo italiano († 1997)
- 17 gennaio - Louis Armand, ingegnere francese († 1971)
- 17 gennaio - Isaak Michajlovič Menaker, regista cinematografico sovietico († 1978)
- 17 gennaio - Boris Nikolaevič Ponomarëv, politico e storico sovietico († 1995)
- 17 gennaio - Dattatreya Ramachandra Kaprekar, matematico indiano († 1986)
- 17 gennaio - Heinz Roch, generale e poliziotto tedesco († 1945)
- 17 gennaio - Sa'eb Salam, politico libanese († 2000)
- 17 gennaio - Antoni Sobik, schermidore polacco († 1994)
- 17 gennaio - Guillermo Stábile, allenatore di calcio e calciatore argentino († 1966)
- 17 gennaio - Grant Withers, attore statunitense († 1959)
- 18 gennaio - Enrique Ballestrero, calciatore uruguaiano († 1969)
- 18 gennaio - Joseph Bonanno, mafioso italiano († 2002)
- 18 gennaio - Chick Chandler, attore statunitense († 1988)
- 18 gennaio - Francesco De Zanna, bobbista e hockeista su ghiaccio italiano († 1989)
- 18 gennaio - Erik Larsson, hockeista su ghiaccio svedese († 1970)
- 19 gennaio - Max Amann, pallanuotista tedesco († 1945)
- 19 gennaio - Nino Bertolaia, schermidore e dirigente sportivo italiano († 1975)
- 19 gennaio - Oveta Culp Hobby, militare e politica statunitense († 1995)
- 19 gennaio - Mimì Maria Lazzaro, pittore, scultore e scrittore italiano († 1968)
- 19 gennaio - Ettore Tavernari, mezzofondista e velocista italiano († 1981)
- 20 gennaio - Antoine Van Winnendael, cestista belga
- 21 gennaio - Christian Dior, stilista e imprenditore francese († 1957)
- 21 gennaio - Jorge Gonçalves Tavares, calciatore portoghese († 1951)
- 21 gennaio - Karl Wallenda, artista tedesco († 1978)
- 21 gennaio - Wanda Wasilewska, politica e scrittrice polacca († 1964)
- 22 gennaio - Giovanni Celeste, militare italiano († 1943)
- 22 gennaio - Giorgio Morandi, politico italiano († 2001)
- 22 gennaio - Renato Pinciroli, attore italiano († 1976)
- 22 gennaio - Marcella Rovena, attrice e doppiatrice italiana († 1991)
- 23 gennaio - Erich Borchmeyer, velocista tedesco († 2000)
- 23 gennaio - Michele Fassio, operaio e sindacalista italiano († 1995)
- 23 gennaio - Konstanty Ildefons Gałczyński, poeta polacco († 1953)
- 23 gennaio - Erich Neumann, psicologo e psicoanalista tedesco († 1960)
- 23 gennaio - Vittorio Pugliese, politico italiano († 1965)
- 23 gennaio - Leopoldo Zagami, politico e avvocato italiano († 1973)
- 24 gennaio - Giovanni Enriques, dirigente d'azienda e editore italiano († 1990)
- 24 gennaio - Fredrik Hetty, calciatore norvegese († 1992)
- 24 gennaio - James Howard Marshall II, imprenditore e avvocato statunitense († 1995)
- 24 gennaio - Elena Nicolai, mezzosoprano e attrice bulgara († 1993)
- 24 gennaio - Bernardino Dino Maria Piccinelli, vescovo cattolico italiano († 1984)
- 24 gennaio - Georges Wellers, storico e chimico francese († 1991)
- 25 gennaio - Giacinto Bosco, politico italiano († 1997)
- 25 gennaio - Cesare Breviglieri, calciatore italiano († 1968)
- 25 gennaio - Joe Kennaway, allenatore di calcio e calciatore canadese († 1969)
- 25 gennaio - Sava Kovačević, partigiano e generale jugoslavo († 1943)
- 25 gennaio - Paolo Lo Manto, politico italiano († 1976)
- 25 gennaio - Maurice Roy, cardinale e arcivescovo cattolico canadese († 1985)
- 25 gennaio - Margery Sharp, scrittrice inglese († 1991)
- 26 gennaio - John Carmel Heenan, cardinale e arcivescovo cattolico britannico († 1975)
- 26 gennaio - Charles Lane, attore e doppiatore statunitense († 2007)
- 26 gennaio - Bernhard Minetti, attore tedesco († 1998)
- 26 gennaio - Alberto Pagliarini, calciatore italiano († 1976)
- 26 gennaio - Maria Augusta Trapp, cantante e scrittrice austriaca († 1987)
- 26 gennaio - Pier Luigi Vestrini, canottiere e pittore italiano († 1989)
- 27 gennaio - Ester Carloni, attrice italiana († 1996)
- 27 gennaio - Howard McNear, attore statunitense († 1969)
- 27 gennaio - Jean de Wouters, ingegnere e inventore belga († 1973)
- 28 gennaio - Fausto dos Santos, calciatore brasiliano († 1939)
- 28 gennaio - Jaroslav Kučera, calciatore cecoslovacco († 1984)
- 28 gennaio - György Kulin, astronomo ungherese († 1989)
- 28 gennaio - Serge Peretti, ballerino e coreografo italiano († 1997)
- 28 gennaio - Maria Piantanida, allenatrice di ginnastica artistica, cestista e velocista italiana († 1990)
- 28 gennaio - Peggy Saunders, tennista britannica († 1941)
- 29 gennaio - Heinrich Berger, giurista e scrittore tedesco († 1944)
- 29 gennaio - Guglielmo Marin, ciclista su strada italiano († 1986)
- 29 gennaio - Bruno Molajoli, storico dell'arte e museologo italiano († 1985)
- 29 gennaio - Barnett Newman, pittore e scultore statunitense († 1970)
- 29 gennaio - Gaston Rebry, ciclista su strada belga († 1953)
- 30 gennaio - Charles Coward, militare britannico († 1976)
- 30 gennaio - János Köves, calciatore ungherese († 1970)
- 30 gennaio - Agostino La Lomia, scrittore italiano († 1978)
- 30 gennaio - Eli Lotar, fotografo, regista e direttore della fotografia francese († 1969)
- 30 gennaio - Greta Nissen, ballerina e attrice norvegese († 1988)
- 30 gennaio - Emilio Segrè, fisico italiano († 1989)
- 30 gennaio - John Thomas Toohey, vescovo cattolico australiano († 1975)
- 30 gennaio - Max Walter, sollevatore tedesco († 1987)
- 31 gennaio - Anna Blaman, poetessa e scrittrice olandese († 1960)
- 31 gennaio - Mario Boella, ingegnere, docente e militare italiano († 1989)
- 31 gennaio - Theodor Burkhardt, calciatore tedesco († 1958)
- 31 gennaio - Enrico Colombari, allenatore di calcio e calciatore italiano († 1983)
- 31 gennaio - Eva Hart, inglese († 1996)
- 31 gennaio - Antonín Moudrý, calciatore cecoslovacco († 1979)
- 31 gennaio - John Henry O'Hara, scrittore statunitense († 1970)
- 31 gennaio - Helen Lee Worthing, attrice statunitense († 1948)